# Rio Dyer
Pour les articles homonymes, voir Dyer.

a Compétitions nationales et continentales officielles uniquement.

b Matchs officiels uniquement.
Dernière mise à jour le 20 mars 2024.
Rio Dyer, né le 21 décembre 1999 à Newport (pays de Galles), est un joueur international gallois de rugby à XV évoluant au poste d'ailier au sein de l'effectif des Dragons depuis 2018.

## Biographie

### Jeunesse et formation
Rio Dyer naît à Newport et grandit à Rogerstone. Il étudie durant sa jeunesse à la Bassaleg School (en). Par la suite, il commence le rugby pour le club gallois de Risca RFC (en) à partir de ses sept ans pendant quatre ans. Par la suite, il rejoint le Pill Harriers RFC (en) et joue ensuite avec la Newport High School Old Boys RFC (en),.
Plus tard, il intègre l'Academy (centre de formation) des Dragons,.

### Début de carrière aux Dragons et participation aux World Rugby Sevens Series (2018-2022)
Rio Dyer joue ses premiers matchs avec l'équipe professionnelle des Dragons en janvier 2018, un mois après ses dix-huit ans, lors de la Coupe anglo-galloise 2017-2018 contre les Saracens et les Worcester Warriors. Le même mois, il est sélectionné par l'équipe du pays de Galles des moins de 20 ans pour disputer le Tournoi des Six Nations des moins de 20 ans 2018. En février, il découvre le Pro14 contre le Benetton Trévise. Trois mois plus tard, il est sélectionné pour participer au Championnat du monde junior 2018.
Lors de la saison 2018-2019, il ne prend part à aucune rencontre avec les Dragons. Ceci s'explique par sa sélection avec l'équipe du pays de Galles de rugby à sept pour participer aux World Rugby Sevens Series 2018-2019 et 2019-2020. Lors de l'été 2019, il est de nouveau retenu pour le Championnat du monde junior.
Il rejoue avec les Dragons lors du mois de janvier 2020 et inscrit son premier essai contre les Ospreys, lors d'une victoire 25-18.
Il est de retour pour la saison 2020-2021, il joue huit matchs, dont son premier en Coupe d'Europe contre l'Union Bordeaux Bègles, et inscrit trois essais avec son club.
La saison 2021-2022 est la saison qui lance vraiment sa carrière, il commence à se faire une place de titulaire sur l'aile des Dragons en prenant part à quinze rencontres comme titulaires pour quatre essais inscrits, néanmoins son club n'est pas en réussite et Dyer ne remporte qu'un seul de ces quinze matchs disputés.

### Progression et convocation en équipe du pays de Galles (depuis 2022)
Dyer confirme sa bonne saison passée et fait un bon début de saison 2022-2023 en URC, il inscrit notamment quatre essais lors des six premières journées. Un début de saison convaincant qui lui permet d'être retenu pour la première fois par Wayne Pivac et le pays de Galles pour les tests de novembre. Le 5 novembre, il est titulaire, lors de son premier match, contre les All Blacks et inscrit son premier essai avec la sélection. Il prend part à deux autres rencontres pendant cet automne et inscrit un nouvel essai contre l'Australie. En janvier 2023, il est appelé par Warren Gatland, qui a fait son retour en tant que sélectionneur du XV du Poireau, pour disputer le Tournoi des Six Nations 2023. Il est titulaire lors de quatre rencontres du Tournoi, ne manquant que la troisième journée, et inscrit ses deux premiers essais dans cette compétition lors des deux dernières journées contre l'Italie puis la France. Après le Tournoi, il est cité comme l'une des révélations côté gallois malgré les performances décevantes de son équipe qui termine à la cinquième place avec seulement une victoire face à l'Italie,. En fin de saison, il a disputé quinze rencontres avec son équipe et inscrit sept essais. À cette même période il est élu Players’ player of the season par ses coéquipiers des Dragons en récompense de sa bonne saison. En mai, il est convoqué dans une pré-liste de 54 joueurs pour préparer la Coupe du monde 2023.
Finalement, en août, il fait partie du groupe final amené à disputer la compétition. Durant la Coupe du monde, il participe aux cinq rencontres que le pays de Galles dispute mais n'est titulaire qu'à deux reprises contre le Portugal et la Géorgie en poule, subissant la concurrence de Josh Adams et Louis Rees-Zammit. Son équipe est éliminée en quart de finale par l'Argentine. Quelques jours après cette élimination, il est de nouveau retenu dans le groupe gallois pour affronter les Barbarians lors d'une rencontre non-officielle prévue début novembre suivant. Durant cette rencontre, il est titularisé et prend part à la victoire 49-26 de son équipe.
Lors de la cinquième journée de la saison 2023-2024 de l'URC, il contribue à la première victoire de la saison de son équipe sur le score de 20 à 5 contre les Ospreys en inscrivant un essai. En décembre, pour la première journée de Challenge Cup, il inscrit un doublé dans les dix dernières minutes face à Oyonnax Rugby qui permet à son équipe de décrocher le bonus offensif en s'imposant 24 à 7. En janvier 2024, il est sélectionné pour le Tournoi des Six Nations. Ce même moi, il signe une prolongation de contrat le liant avec les Dragons pour deux saisons supplémentaires. Pendant le Tournoi, il est titulaire sur l'aile gauche et dispute l'intégralité des cinq rencontres, inscrivant deux essais. Sa sélection termine la compétition à la dernière place sans avoir remporté un match et récolte la cuillère de bois.

## Statistiques

### En club
| Saison        | Club          | Compétition               | Matchs | Points | Essais |
| ------------- | ------------- | ------------------------- | ------ | ------ | ------ |
| 2017-2018     | Dragons       | Pro14                     | 3      | -      | -      |
| 2017-2018     | Dragons       | Coupe anglo-galloise      | 2      | -      | -      |
| 2019-2020     | Dragons       | Pro14                     | 1      | 5      | 1      |
| 2019-2020     | Dragons       | Challenge européen        | 2      | -      | -      |
| 2020-2021     | Dragons       | Pro14                     | 1      | 5      | 1      |
| 2020-2021     | Dragons       | Coupe d'Europe            | 1      | -      | -      |
| 2020-2021     | Dragons       | Pro14 Rainbow Cup         | 5      | 10     | 2      |
| 2021-2022     | Dragons       | United Rugby Championship | 12     | 20     | 4      |
| 2021-2022     | Dragons       | Challenge européen        | 3      | -      | -      |
| 2022-2023     | Dragons       | United Rugby Championship | 11     | 25     | 5      |
| 2022-2023     | Dragons       | Challenge Cup             | 4      | 10     | 2      |
| 2023-2024     | Dragons       | United Rugby Championship | 5      | 10     | 2      |
| 2023-2024     | Dragons       | Challenge Cup             | 3      | 10     | 2      |
| Total Dragons | Total Dragons | Total Dragons             | 53     | 95     | 19     |

### En équipe nationale
Rio Dyer compte 24 capes dont 21 en tant que titulaire, depuis sa première sélection le 5 novembre 2022 face à la Nouvelle-Zélande. Il inscrit 40 points, 8 essais.
Il participe à une édition de la Coupe du monde en 2023, il dispute cinq rencontres, dont deux en tant que titulaire.
| Année | Compétition    | Matchs | Points | Essais |
| ----- | -------------- | ------ | ------ | ------ |
| 2022  | Test matchs    | 3      | 10     | 2      |
| 2023  | Six Nations    | 4      | 10     | 2      |
| 2023  | Test matchs    | 2      | 0      | 0      |
| 2023  | Coupe du monde | 5      | 0      | 0      |
| 2024  | Six Nations    | 5      | 10     | 2      |
| Total | Total          | 19     | 30     | 6      |

| Numéro | Date             | Lieu                         | Adversaire       | Compétition                  | Résultat | Score |
| ------ | ---------------- | ---------------------------- | ---------------- | ---------------------------- | -------- | ----- |
| 1      | 5 novembre 2022  | Millennium Stadium, Cardiff  | Nouvelle-Zélande | Test match                   | Défaite  | 23-55 |
| 2      | 26 novembre 2022 | Millennium Stadium, Cardiff  | Australie        | Test match                   | Défaite  | 34-39 |
| 3      | 11 mars 2023     | Stade olympique, Rome        | Italie           | Tournoi des Six Nations 2023 | Victoire | 17-29 |
| 4      | 18 mars 2023     | Stade de France, Saint-Denis | France           | Tournoi des Six Nations 2023 | Défaite  | 41-28 |
| 5      | 3 février 2024   | Millennium Stadium, Cardiff  | Écosse           | Tournoi des Six Nations 2024 | Défaite  | 26-27 |
| 6      | 10 mars 2024     | Millennium Stadium, Cardiff  | France           | Tournoi des Six Nations 2024 | Défaite  | 24-45 |

## Palmarès

### En équipe nationale
Néant

#### Tournoi des Six Nations
| Édition          | Rang | Résultats Pays de Galles | Résultats Dyer | Matchs Dyer |
| ---------------- | ---- | ------------------------ | -------------- | ----------- |
| Six Nations 2023 | 5e   | 1 v, 0 n, 4 d            | 1 v, 0 n, 3 d  | 4/5         |
| Six Nations 2024 | 6e   | 0 v, 0 n, 5 d            | 0 v, 0 n, 5 d  | 5/5         |

Légende : v = victoire ; n = match nul ; d = défaite ; la ligne est en gras quand il y a Grand Chelem.